# Caos molecular
En la teoría cinética de los gases en física, la hipótesis del caos molecular (también llamada Stosszahlansatz en los escritos de Paul Ehrenfest) es la suposición de que las velocidades de las partículas en colisión no están correlacionadas y son independientes de la posición. Esto significa que la probabilidad de que un par de partículas con velocidades dadas colisionen puede calcularse considerando cada partícula por separado e ignorando cualquier correlación entre la probabilidad de encontrar una partícula con velocidad v y la probabilidad de encontrar otra velocidad v' en una pequeña región δr . James Clerk Maxwell introdujo esta aproximación en 1867 aunque sus orígenes se remontan a su primer trabajo sobre la teoría cinética en 1860.
La suposición del caos molecular es el ingrediente clave que permite pasar de la jerarquía BBGKY a la ecuación de Boltzmann, al reducir la función de distribución de 2 partículas que aparece en el término de colisión a un producto de distribuciones de 1 partícula. Esto a su vez conduce al teorema H de Boltzmann de 1872, que intentó utilizar la teoría cinética para mostrar que la entropía de un gas preparado en un estado de desorden menos que completo debe aumentar inevitablemente, ya que las moléculas de gas pueden colisionar. Esto generó la objeción de Loschmidt de que no debería ser posible deducir un proceso irreversible a partir de una dinámica simétrica en el tiempo y un formalismo simétrico en el tiempo: algo debe estar mal (paradoja de Loschmidt). La resolución (1895) de esta paradoja es que las velocidades de dos partículas después de una colisión ya no están realmente sin correlación. Al afirmar que era aceptable ignorar estas correlaciones en la población en momentos posteriores al tiempo inicial, Boltzmann había introducido un elemento de asimetría del tiempo a través del formalismo de su cálculo.    
Aunque el Stosszahlansatz generalmente se entiende como una hipótesis con fundamento físico, recientemente se destacó que también podría interpretarse como una hipótesis heurística. Esta interpretación permite utilizar el principio de máxima entropía para generalizar el ansatz a funciones de distribución de orden superior.